# Asticta vicioides
Asticta vicioides là một loài bướm đêm trong họ Erebidae.